# Kypello Ellados 1979-1980
La Coppa di Grecia 1979-1980 è stata la 38ª edizione del torneo. La competizione è terminata il 25 maggio 1980. Il Kastoria ha vinto il trofeo per la prima volta, battendo in finale l'Iraklis.

## Primo turno
| Squadra 1           | Risultato         | Squadra 2             |
| ------------------- | ----------------- | --------------------- |
| Vyzas               | 0 – 1             | Arīs Salonicco        |
| Anagennīsī Karditsa | 0 – 1             | Agrotikos Asteras     |
| Trikala             | 4 – 0             | Petralona             |
| Kozani              | 2 – 1             | Kallithea             |
| Panserraïkos        | 6 – 0             | Levadeiakos           |
| Makedonikos         | 1 – 1 (5 – 4 dtr) | Paniōnios             |
| Larissa             | 4 – 0             | Kilkisiakos           |
| Panathīnaïkos       | 9 – 1             | Eordaikos             |
| Apollōn Smyrnīs     | 3 – 2 (dts)       | Rodos                 |
| Acharnaïkos         | 2 – 0             | Doxa Dramas           |
| Panachaïkī          | 3 – 4 (dts)       | AEK Atene             |
| Panthrakikos        | 1 – 0             | AO Chania             |
| Panaitōlikos        | 1 – 0             | Skoda Xanthi          |
| Almopos Arideas     | 7 – 3             | Makedonikos Siatistas |
| Anagennīsī Epanomī  | 3 – 0             | Īlisiakos             |
| Olympiacos          | 7 – 0             | Lamia                 |
| Atromītos           | 6 – 0             | Ethnikos Asteras      |
| Panelefsiniakos     | 1 – 4             | PAS Giannina          |
| Īraklīs             | 7 – 0             | GAS Veria             |
| Olympiakos Loutraki | 2 – 1 (dts)       | OFI Creta             |
| Kavala              | 3 – 0             | Patrasso              |
| Nikī Volo           | 1 – 0             | Proodeftikī           |
| Fostiras            | 3 – 2             | Naoussa               |
| PAOK                | 6 – 0             | Anagennīsī Giannitsa  |
| Ethnikos Pireo      | 0 – 1 (dts)       | Kastoria              |
| Panaigialeios       | 4 – 1             | Edessaïkos            |
| Pandramaïkos        | 5 – 1             | Olympiakos Volos      |
| Egaleo              | 1 – 1 (1 – 4 dtr) | Korinthos             |
| Panarkadikos        | 1 – 0 (dts)       | Irodotos              |

## Secondo turno
| Squadra 1       | Risultato         | Squadra 2          |
| --------------- | ----------------- | ------------------ |
| AEK Atene       | 5 – 1             | Panaitōlikos       |
| Almopos Arideas | 2 – 1             | Fostiras           |
| Acharnaïkos     | 0 – 0 (4 – 5 dtr) | Atromītos          |
| PAS Giannina    | 2 – 1             | Panathīnaïkos      |
| Kastoria        | 2 – 0             | Kavala             |
| Larissa         | 1 – 1 (5 – 4 dtr) | Panserraïkos       |
| Makedonikos     | 2 – 1             | Korinthos          |
| Nikī Volo       | 0 – 5             | Īraklīs            |
| Olympiacos      | 1 – 2             | PAOK               |
| Panarkadikos    | 1 – 0             | Apollōn Smyrnīs    |
| Pandramaïkos    | 1 – 0             | Trikala            |
| Panthrakikos    | 3 – 1             | Kozani             |
| Panaigialeios   | 0 – 1             | Anagennīsī Epanomī |

Passano automaticamente il turno:
| Squadre             |
| ------------------- |
| Arīs Salonicco      |
| Agrotikos Asteras   |
| Olympiakos Loutraki |

## Ottavi di finale
| Squadra 1           | Risultato         | Squadra 2    |
| ------------------- | ----------------- | ------------ |
| Panarkadikos        | 3 – 1             | Panthrakikos |
| Larissa             | 1 – 0             | PAS Giannina |
| PAOK                | 1 – 0             | AEK Atene    |
| Olympiakos Loutraki | 1 – 5             | Kastoria     |
| Anagennīsī Epanomī  | 0 – 0 (5 – 4 dtr) | Pandramaïkos |
| Agrotikos Asteras   | 1 – 4             | Makedonikos  |
| Arīs Salonicco      | 2 – 1 (dts)       | Atromītos    |
| Almopos Arideas     | 1 – 2             | Īraklīs      |

## Quarti di finale
| Squadra 1          | Totale | Squadra 2    | Andata | Ritorno     |
| ------------------ | ------ | ------------ | ------ | ----------- |
| Arīs Salonicco     | 1 - 2  | PAOK         | 1 – 0  | 0 - 2 (dts) |
| Kastoria           | 2 - 1  | Larissa      | 1 – 0  | 1 - 1       |
| Īraklīs            | 1 - 0  | Panarkadikos | 1 – 0  | 0 - 0       |
| Anagennīsī Epanomī | 2 - 3  | Makedonikos  | 1 – 0  | 1 - 3       |

## Semifinali
| Squadra 1 | Totale | Squadra 2   | Andata | Ritorno |
| --------- | ------ | ----------- | ------ | ------- |
| PAOK      | 1 - 2  | Īraklīs     | 0 – 1  | 1 - 1   |
| Kastoria  | 4 - 1  | Makedonikos | 2 – 0  | 2 - 1   |

## Finale
| Arbitro: | Vasilis Vourakis (Il Pireo) |

|                                                                                |           |                                         |
| Papadopoulos 40’ (aut.) Dintsikos 49’ Tsironis 69’ Tsironis 87’ Tsironis 90+1’ | Marcatori | 14’ (rig.) Kalambakas 80’ Mavrodoulakis |